# Badenweiler
Badenweiler es un balneario en las primeras colinas de la Selva Negra a igual distancia aproximadamente  (30 km) de Friburgo de Brisgovia que de Basilea en Suiza. 

## Etimología
El topónimo "Badenweiler" está compuesto por las palabras alemanas "Baden" (bañar o baño) y "Weiler" (aldea).
El nombre del asentamiento romano era "Aquae Villae" (ciudad del agua).

## Geología
La formación del graben del Rin trajo consigo el surgimiento de aguas termales.

## Historia
En el balneario romano Aquae Villae, la topografía jugó un papel crucial. Los edificios del asentamiento se encontraban sobre terrazas, en parte artificiales, que se extendían en dirección oeste a este y estaban conectadas por escaleras. Edificios residenciales y comerciales estaban en la parte más baja del norte, con acceso por carreteras paralelas a la pendiente o conectadas con los baños termales que marcaban el centro del asentamiento y habían sido construidos sobre una terraza artificial. Al sur de las termas se hallaba la plaza principal y al sur de esta el templo principal, un templo mediterráneo de podio. Posiblemente había otro templo en el borde oriental del asentamiento del tipo de un fanum galorromano con cella cerrada, forma de templo que era frecuente en esta región.

### Templo romano principal e iglesia protestante
El terreno donde se levanta la iglesia protestante actual de San Pablo es un solar histórico que ya en tiempos de los romanos era un lugar de culto. Los romanos construyeron aquí en el año 145 d. C. un gran templo de podio del que queda poquísimo. El templo se encontraba sobre un enrejado de pilares de madera. Los constructores del templo implantaron pilares afilados de roble para fijar este edificio pesado en el suelo arcilloso. Era un templo galo-romano con una fachada principal clásica-itálica situado sobre un podio monumental. Sobre las ruinas del templo romano se levantó una iglesia cristiana en el siglo XII. La iglesia estaba en estado ruinoso cuando fue derribada en 1892 y reconstruida como iglesia neorrománica entre 1893 y 1898. En los trabajos de excavación de la actual iglesia en la primavera de 1892, las murallas romanas encontradas y los restos de paredes de varias iglesias precedentes fueron incluidos en la construcción de la nueva iglesia de San Pablo. En la torre de la iglesia precedente se descubrieron seis frescos del siglo XIV que hoy se encuentran en el coro de la actual iglesia. Representan una Danza de la Muerte. Se trata de un encuentro de vivos y muertos. Tres esqueletos llevan la inscripción: "Éramos lo que sois, lo que somos seréis". Esto se dirige a tres vivos (un niño, un hombre y un anciano), cuyos vestidos corresponden a la moda de los ricos en el siglo XIV.

## Estructura administrativa
|                   |
| Lipburg-Sehringen |

|            |
| Oberweiler |

|            |
| Schweighof |

## Fotos
|                                                                                   |
| Centro con la iglesia protestante en el mismo lugar donde estaba el templo romano |

|                |
| Termas romanas |

|                                                 |
| Parque ambiental con centro cultural y castillo |

|                             |
| Castillo de Baden y viñedos |

|                                                        |
| Vista desde el castillo (a la derecha el monte Blauen) |

## Antón Chéjov en Badenweiler
|                       |
| Plaza de Antón Chéjov |

|                                                                                           |
| Habitación donde murió y escultura "la Gaviota" del artista moscovita Alexander Taratinov |

|                                    |
| Monumento en el Monte del Castillo |

|                    |
| Salón Antón Chéjov |

El médico y escritor Antón Chéjov se trasladó a Badenweiler porque padecía tuberculosis. Murió el 15 de julio de 1904. El Salón Chéjov en el centro cultural es un museo literario.

## Stephen Crane en Badenweiler
El escritor Stephen Crane se trasladó a Badenweiler, porque sufrió de tuberculosis. Murió el 5 de junio de 1900.

## Lectura
- Badenweiler (enlace roto disponible en Internet Archive; véase el historial, la primera versión y la última). (folleto de 44 páginas)